# Sandcastle Disco
Sandcastle Disco è un singolo della cantante statunitense Solange, pubblicato nel 2008 ed estratto dall'album Sol-Angel and the Hadley St. Dreams.
Il brano è stato scritto da Solange Knowles, Carsten Schack, Kenneth Karlin e Thomas Callaway.

## Tracce
- Download digitale

1. Sandcastle Disco – 4:28